# Nho đất
Nho đất hay nho tía (danh pháp hai phần: Vitis balansana) là loài thực vật thuộc họ Nho bản địa châu Á nhiệt đới và ôn đới. Khu vực bản địa của nho đất kéo dài từ Việt Nam qua các tỉnh Quảng Đông, Quảng Tây và Hải Nam của Trung Quốc Nho đất sống ở độ cao từ 200 m đến 800 m.

## Các giống
Một số giống nho đất:
- V. b. var. balansana[2]
- V. b. var. tomentosa [3]
- V. b. var. ficifolioides [4]